# Gemma e le altre
Gemma e le altre è un album della cantante italiana Rita Pavone pubblicato nel 1989.
Nel 1989 la cantante presenta alla commissione esaminatrice di Sanremo il brano Donne Ferme, Donne Che Camminano, che non viene ammesso alla kermesse . Il brano confluirà in quello che resterà per oltre trent'anni, l'ultimo album di inediti della cantante (Masters, pubblicato nel 2013, è un album di cover).
Oltre a firmare tutti i brani come autrice, assieme a Carolain, la Pavone è anche arrangiatrice assieme a Paolo Ormi e Corry Knobel. Il disco è un concept album dedicato all'universo femminile, declinato in tutte le sue accezioni, incentrato su tematiche sentimentali che vedono trattare tra gli altri, anche l'argomento dell'omosessualità, piuttosto inusuale per l'epoca, nel brano Gemma. Nella tracklist furono inclusi il brano La valigia, uscito su 45 giri Five Record due anni prima, e Come la prima volta, brano già incluso nell'album del 1985 Dimensione donna.
Dall'album non fu estratto alcun singolo a 45 giri, ma il brano scartato da Sanremo fu promosso dalla cantante all'interno di alcune trasmissioni televisive dell'epoca. L'album fu pubblicato, curiosamente, prima su CD nel 1989 in un'epoca in cui il supporto non era ancora molto diffuso in Italia, con numero di catalogo CDRP 30 dall'etichetta "21" Compagnia Generale Dello Spettacolo, ristampato in vinile nel 1990 con numero di catalogo RP 30, in entrambi i casi distribuito dalla Dischi Ricordi.

## Tracce
1. Amore a metà
2. Donne ferme, donne che camminano
3. Seicento e più
4. Sua maestà, l'amore
5. Fammi andare
6. Gemma
7. Rimani
8. E... allora... cercasi
9. Come la prima volta
10. La valigia

## Formazione
- Rita Pavone – voce, cori
- Stefano Zaccagnini – chitarra
- Laura Trentacarlini – programmazione, cori
- Paolo Ormi – pianoforte
- Pino Santamaria – basso, cori
- Enrico Cosimi – tastiera, programmazione
- Piercarlo Zanco – pianoforte
- Duilio Sorrenti – batteria, programmazione
- Roberto Gallinelli – basso
- Sergio Quarta – percussioni
- Mike Applebaum – tromba, flauto
- Eric Daniel – sax
- Piercarlo Jovine – armonica
- Douglas Meakin, Charlie Cannon – cori